# Nyctaegeria
Nyctaegeria is een geslacht van vlinders uit de familie wespvlinders (Sesiidae), onderfamilie Sesiinae.
Nyctaegeria is voor het eerst wetenschappelijk beschreven door Le Cerf in 1914. De typesoort is Nyctaegeria rohani.

## Soort
Nyctaegeria omvat de volgende soort:
- Nyctaegeria nobilis (Druce, 1910)